# Tibor Navracsics
Tibor Navracsics, född 13 juni 1966 i Veszprém, är en ungersk politiker. Han ledamot av Europeiska kommissionen och ansvarar för utbildning, kultur, ungdom och sport i kommissionen Juncker 2014-2019. Han är medlem i det nationalkonservativt partiet Fidesz.
Navracsics har juristexamen från Eötvös Loránd-universitetet från 1990 och doktorsexamen i statsvetenskap från samma universitet sedan 1999. Han var ledamot av Ungerns parlament 2006-2014, justitieminister och vice premiärminister 2010-2014 och utrikes- och handelsminister 2014. Inför utnämnandet som EU-kommissionär fick Navracsics kritik av Europaparlamentet. För att tillmötesgå Europaparlamentet gjordes ändringar i Navracsics portfölj, medborgarskapsfrågor ersattes med sportpolitik.

## Fotnoter
1. ↑  Brockhaus Enzyklopädie, Brockhaus Enzyklopädie-ID: navracsics-tibor.[källa från Wikidata]
2. ↑  Munzinger Personen, Munzinger person-ID: 00000030205, läst: 9 oktober 2017.[källa från Wikidata]
3. ↑  Ungerns parlament, Parlamenti Információs Rendszer.[källa från Wikidata]
4. 1 2  Ungerns parlament, Parlamenti Információs Rendszer, läst: 4 maj 2022.[källa från Wikidata]
5. ↑  A KORMÁNY TAGJAI (på ungerska), läs online, läst: 26 maj 2022.[källa från Wikidata]
6. ↑  läs online, adt.arcanum.com .[källa från Wikidata]